# Oxygonium alismaefolium
Oxygonium alismaefolium là một loài dương xỉ trong họ Athyriaceae. Loài này được J. Sm. mô tả khoa học đầu tiên..
Danh pháp khoa học của loài này chưa được làm sáng tỏ. 